# Clube Atlético Embu-Guaçu
O Clube Atlético Embu-Guaçu é um clube brasileiro de futebol da cidade de Embu-Guaçu, no estado de São Paulo. Foi fundado em 7 de julho de 1934, e suas cores são roxo e amarelo. Atualmente está licenciado junto a Federação Paulista de Futebol.
Atualmente, o clube não está participando de nenhum campeonato, não possui jogadores nem técnico, e o estádio está sendo utilizado apenas para jogos e treinos às terças e quintas-feiras.

## Participações em estaduais
Profissional
- Campeonato Paulista da Terceira Divisão: 1986.
- Campeonato Paulista da Quarta Divisão: 1988, 1989, 1990 e 1991.